# سنجاب پرنده لرد دربی
سنجاب پرنده لرد دربی (نام علمی: Anomalurus derbianus) نام یک گونه از تیره سنجاب‌های دم‌پولکی است.
زیستگاه این گونه در جنگل‌های گرمسیری آفریقا واقع در کشورهای آنگولا، کامرون، جمهوری آفریقای مرکزی، ساحل عاج، گینه استوایی، گابن، غنا، کنیا، لیبریا، مالاوی، موزامبیک، نیجریه، سیرالئون، تانزانیا، اوگاندا، و زامبیا یافت می‌شود. این گونه به خاطر تخریب زیستگاه در خطر قرار گرفته است.